# Пакт Джентилони-Джолитти
Пакт Джентилони-Джолитти, в итальянской историографии Пакт Джентилони (итал. Patto Gentiloni) — неформальное соглашение между лидером итальянских либералов Джованни Джолитти и руководителем Итальянского католического союза избирателей (U.E.C.I.) графом Винченцо Отторино Джентилони об условиях участия католиков в парламентских выборах 1913 года.

## История
17 марта 1861 года было провозглашено единое Королевство Италия со столицей в Турине, поскольку Рим оставался столицей независимой Папской области, хотя и утратившей большую часть своей территории в ходе Рисорджименто (папская власть сохранялась только в границах современной области Лацио). Папа Римский Пий IX получил поддержку императора Франции Наполеона III, который направил французские войска в Рим ещё будучи президентом, в 1849 году, в связи с революционными событиями, и держал там гарнизон до 1866 года. В 1862 году отряд Гарибальди, направлявшийся в Рим, был остановлен итальянскими войсками в Калабрии во избежание конфликта с Францией, а 3 ноября 1867 года вторгшийся на территорию области новый отряд Гарибальди потерпел поражение в битве при Ментане. В 1870 году, с началом Франко-прусской войны, французские подразделения были возвращены на родину, и 20 сентября 1870 года итальянские берсальеры вошли в Рим.
Возмущённый агрессией, Пий IX ограничился постоянным пребыванием в Ватикане, объявив себя политическим узником итальянских властей, а также отлучил от церкви короля Виктора Эммануила II и его сподвижников, причастных к ликвидации светской власти пап. 10 сентября 1874 года Папа издал запрет католическим священнослужителям и всем верующим участвовать в политической жизни Италии (правило «Non expedit»). В 1878 году папский престол занял Лев XIII, сохранивший прежнее положение дел.
В 1903 году новым Папой Римским был избран Пий X, который не отменил запрет, хотя и не стремился восстановить государственные полномочия Святого Престола. Тем не менее, он видел необходимость сотрудничества с государством в противостоянии идеям социализма и материализма, а также масонству, и в ходе парламентских выборов 1904 и 1909 года допустил некоторые отступления от него.
В преддверии парламентских выборов 1913 года (первых в итальянской истории, организованных на принципе всеобщего избирательного права для мужчин) Итальянская националистическая ассоциация организационно сплотилась после римского съезда 1912 года, между тем либералы и социалисты были ослаблены внутренними фракционными течениями.
Святой Престол, желая содействовать утверждению в политической повестке дня основ католической морали и этики, санкционировал заключение лидером либеральной коалиции с участием исторических партий «левых» и «правых» Джованни Джолитти и лидером Католического союза избирателей графом Джентилони соглашения, которым либералы соглашались выполнить ряд условий, позволяющих католикам проголосовать за них. Программа включала семь пунктов:
1. отказ от поддержки любых законопроектов, вызывающих отторжение со стороны религиозных объединений;
2. отказ от поддержки любых законов, препятствующих деятельности частных школ или подрывающих доверие к ним;
3. гарантировать главам семейств право на получение их детьми религиозного образования в государственных школах;
4. противодействовать любым попыткам ослабления семейных уз и, следовательно, легализации разводов;
5. признавать равные права экономических и общественных объединений, вне зависимости от социальных и религиозных принципов, которыми они руководствуются;
6. защита программы налоговой реформы;
7. поддержка политики, ведущей к сохранению и оживлению экономических и моральных сил страны.

Благодаря заключению данного соглашения, церковь разрешила принять участие в выборах 20 умеренным католикам и 9 католическим консерваторам, а также, по оценке Джентилони, свои кандидатуры на выборах выставили более 200 либералов, присоединившихся к пакту. В общей сложности по итогам выборов 1913 года либеральная коалиция получила 270 мест и одержала победу.